# Trichomanes pinnatum
Espèce
Trichomanes pinnatum est une espèce de fougères de la famille des Hyménophyllacées originaire d'Amérique tropicale et des Caraïbes.

## Description
Cette fougère a les caractéristiques suivantes :
- son rhizome est rampant, assez robuste, nu et portant des racines filiformes en petit nombre ;
- les frondes présentent un dimorphisme : sur celles qui sont stériles, le rachis se prolonge nu sur plus des deux tiers de la longueur de la fronde alors que les frondes fertiles se terminent pas un segment du limbe ;
- le limbe est divisé une fois ;
- des fausse nervures partent perpendiculairement aux nervures latérales menant aux sores ;
- les sores sont tubulaires avec un long style portant les sporanges dépassant légèrement l'indusie ; ils sont insérées dans le limbe à l'extrémité des nervures latérales des segments.

## Distribution
Cette espèce, principalement terrestre, est présente dans les forêts denses d'Amérique tropicale et des Caraïbes : Brésil, Équateur, Guyana, Pérou, Venezuela et en particulier Guyane, Guadeloupe et Martinique.

## Position taxonomique
Trichomanes pinnatum est classé dans le sous-genre Trichomanes.
Synonymes : Neurophyllum pinnatum (Hedw.) C.Presl, Neurophyllum thecaphyllum Fée, Neuromanes pinnatum (Hedw.) Trevis, Trichomanes floribundum Humb. & Bonpl. ex Willd., Trichomanes pennatum Kaulf..
Cette espèce a aussi des variétés et sous-espèces :
- Trichomanes pinnatum var. hedwigii (Bosch) Domin (1929) - Synonyme : Neuromanes hedwigii Bosch
- Trichomanes pinnatum f. immersum (Bosch) Domin (1929) - Synonyme : Neuromanes immersum Bosch
- Trichomanes pinnatum var. kaulfussii (Bosch) Domin (1929) - Synonyme : Neuromanes kaulfussii Bosch
- Trichomanes pinnatum var. rhizophyllum (Cav.) Alston (1935) - Synonyme : Trichomanes rhizophyllum Cav.
- Trichomanes pinnatum f. stipitatum Domin (1929) - Dominique

Une variété est cependant synonyme d'une autre espèce :
- Trichomanes pinnatum var. vittaria (DC. ex Poir.) Baker : voir Trichomanes vittaria DC. ex Poir.